# Kanada (Nová Francie)
Kanada (francouzsky Canada) byla původně v letech 1535–1763 francouzská kolonie a jednou ze čtyř kolonií tvořících Novou Francii. Její území sahalo od řeky sv. Vavřince až po severní břehy Velkých jezer. Jelikož jejím hlavním městem byl Québec, který byl zároveň metropolí celé Nové Francie, byly oba pojmy často zaměňovány. Ještě v 16. století se pojem Canada vztahoval pouze k území podél řeky sv. Vavřince. Po roce 1763, kdy Francie v Pařížské mírové smlouvě odstoupila své severoamerické kolonie Velké Británii, byla Kanada přejmenována na provincii Québec.

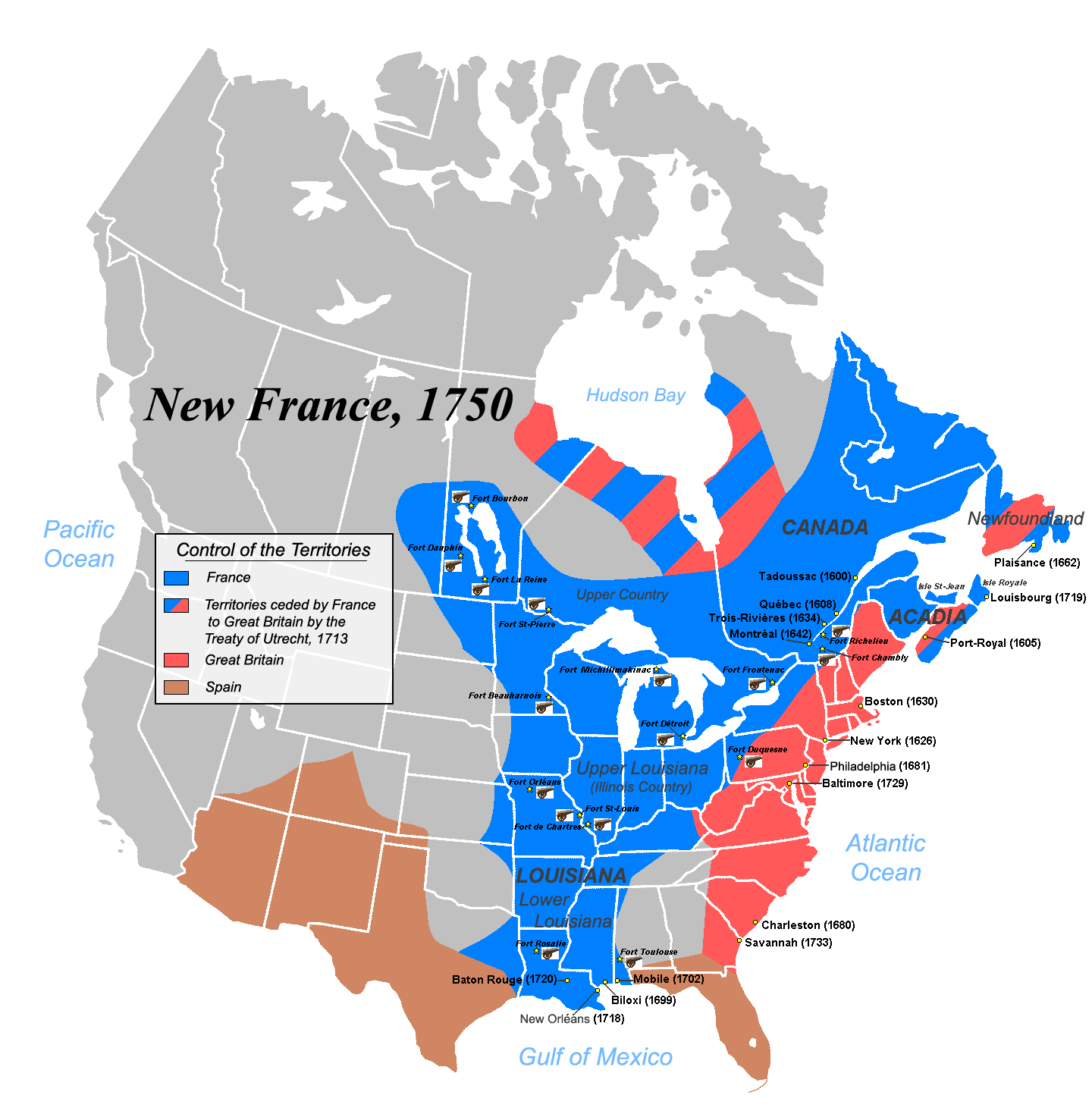
Kanada jako součást Nové Francie v roce 1750

## Symbolika

znak:
znak Kanady v některých dokumentech
navrhovaný znak